# Pragmática de 6 de octubre de 1572

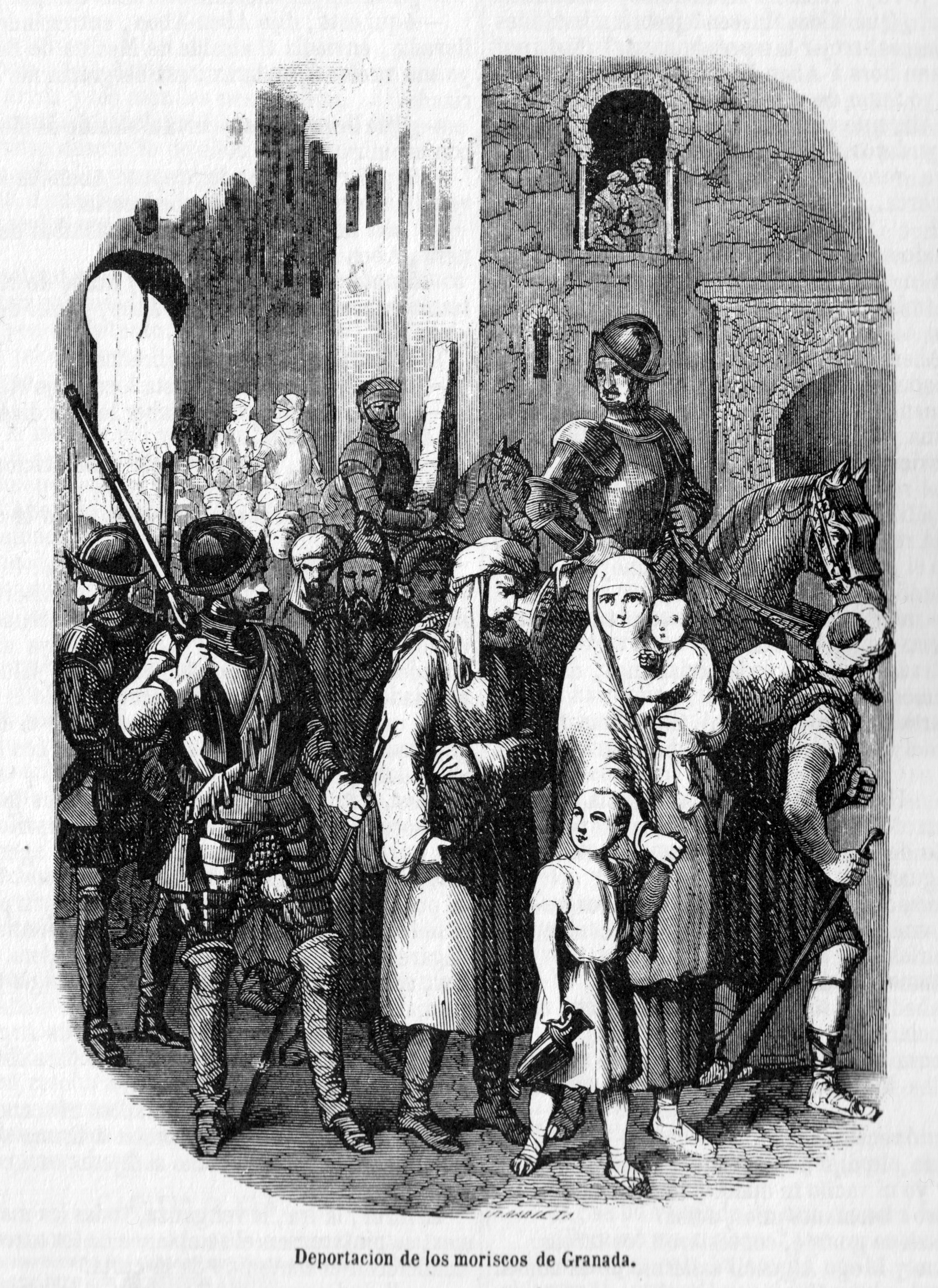
Grabado de la novela Los monfíes de Las Alpujarras (1859) de Manuel Fernández y González que representa la expulsión de los moriscos de Granada

La pragmática de 6 de octubre de 1572, promulgada por Felipe II de España, estableció las normas por las que debían regirse los moriscos del Reino de Granada deportados a otros territorios de la Corona de Castilla tras la rebelión de las Alpujarras (1568-1571).

## Antecedentes
Las primeras deportaciones de moriscos tuvieron lugar durante la guerra de las Alpujarras y se calcula que pudieron afectar a unas 20.000 personas, casi la mitad de ellas moriscos de la ciudad de Granada, a pesar de que no se habían sumado a la sublevación.
La deportación general se inició el 1 de noviembre de 1570 y los afectados fueron no solo los moriscos que se habían rebelado sino que la orden también se aplicó a los "moriscos de paz". Los moriscos fueron primero reunidos en sus pueblos respectivos y luego conducidos a los centros de agrupamiento de las siete zonas en que fue dividido el reino para realizar la operación, siendo recluidos en el interior de hospitales o iglesias. Así lograron reunir a unos 50.000.
A Sevilla llegaron unos 5.500, 12.000 a Córdoba, 21.000 a Albacete y 6.000 a Toledo, y desde estas cuatro ciudades fueron redistribuidos por los pueblos de los alrededores o llevados a otros lugares: 7.000 de los de Córdoba acabaron en diversos pueblos de Extremadura; 7.500 de los de Albacete fueron conducidos a Guadalajara o Talavera de la Reina; los 6.000 de Toledo fueron llevados a los pueblos de Segovia, Valladolid, Palencia o Salamanca.
Tras la general, hubo una última oleada de expulsiones, cuyo número estaría cercano a los 10.000 moriscos.

## Contenido
En la pragmática se ordenaba a las autoridades de los pueblos a donde fueran a residir los moriscos expulsados que llevaran un registro de los mismos, indicando las altas y las bajas que se fueran produciendo. Asimismo debían controlar sus salidas y entradas, no pudiendo abandonar las localidades sino temporalmente y con licencia para llevar sus tratos y comercio. También se dispuso que no vivieran en barriadas propias o morerías sino mezclados con los cristianos viejos. Los que escaparan para intentar volver a Granada sufrirían graves penas y asimismo se recordaba que continuaban vigentes las prohibiciones establecidas en la Pragmática Sanción de 1567 y que habían provocado la rebelión de las Alpujarras relativas a la lengua, vestidos, costumbres y uso de las armas. Por último, se decía que se debería prestar especial atención a los niños y muchachos, que tenían que trabajar en talleres de cristianos viejos, donde aprenderían los modos de vida cristianos.
Respecto de los niños, como bastantes de ellos habían sido vendidos como esclavos ilegalmente, se promulgó la Pragmática de 30 de julio de 1572 –cuyo título oficial era Pragmática y declaración sobre los Moriscos que fueron tomados por esclavos de edad de diez años y medio, y de las esclavas de nueve y medio, del Reyno de Granada— en la que se aprobaron medidas para evitar tales abusos.